# Politique dans l'Aude
Le département français de l'Aude est un département créé lors de la mise en place des départements français, le 4 mars 1790.
Cette page présente les découpages administratifs et électoraux, les représentations actuelles et un historique politique du département.

## Représentation politique et administrative

### Préfets et arrondissements

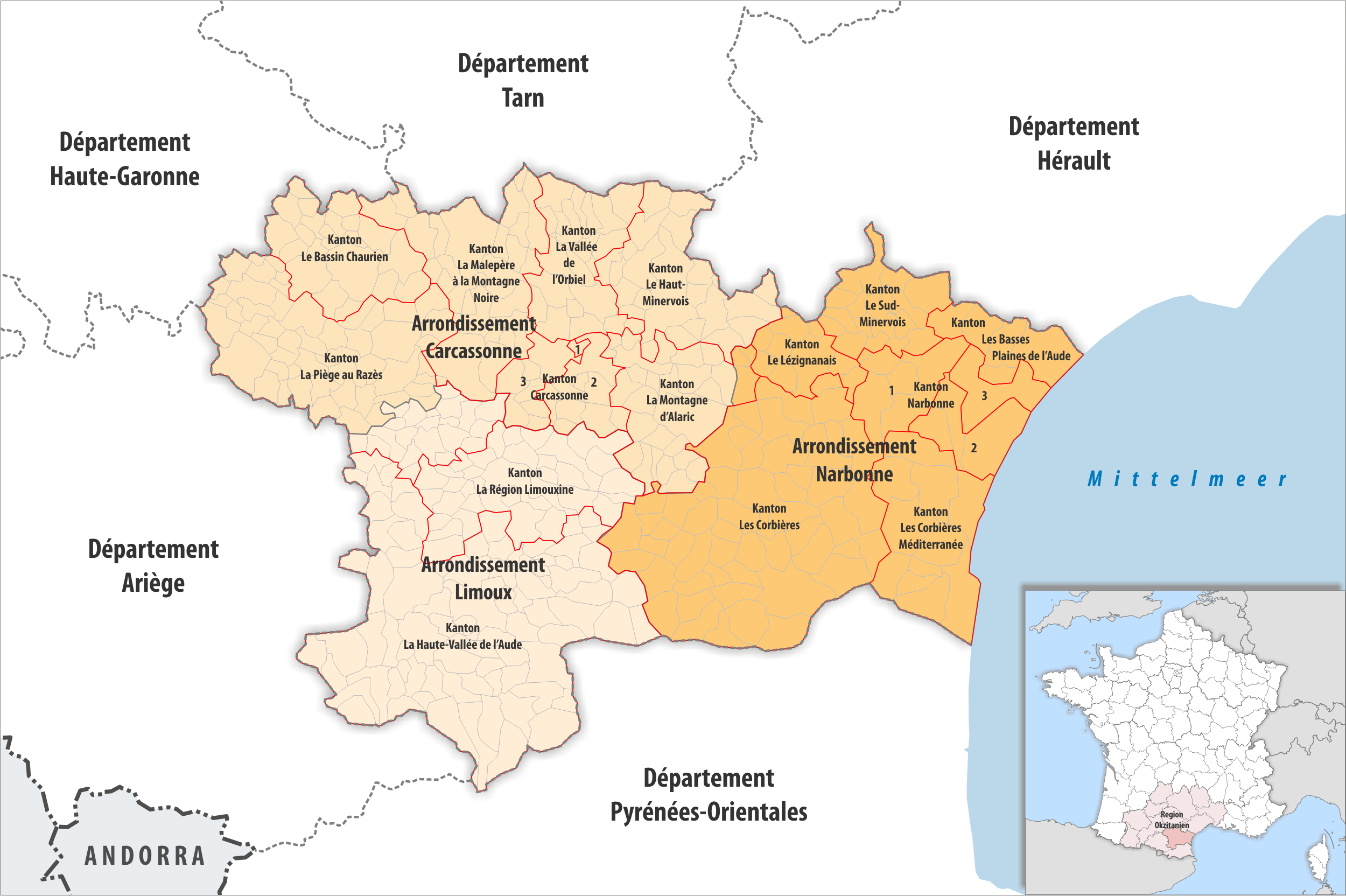
Arrondissements et cantons depuis 2014.

Depuis le redécoupage cantonal de 2014, un canton peut contenir des communes provenant de plusieurs arrondissements. Trois cantons sont dans ce cas de figure dans l'Aude: ceux de Bram, Carcassonne-2 et de Fabrezan. Les trois arrondissements audois sont donc constitués ainsi depuis le redécoupage:
- Arrondissement de Carcassonne (10 cantons dont 2 partiels - préfecture : Carcassonne) :
Canton de Bram (46 communes sur 72) - Canton de Carcassonne-1 - Canton de Carcassonne-2 (6 communes sur 8 + une fraction de Carcassonne) - Canton de Carcassonne-3 - Canton de Castelnaudary - Canton de Fabrezan (24 communes sur 54) - canton de Conques-sur-Orbiel - Canton de Montréal (Aude) - Canton de Rieux-Minervois - Canton de Trèbes - Canton de Villemoustaussou

- Arrondissement de Limoux (4 cantons dont 1 partiel - sous-préfecture : Limoux) :
Canton de Bram (26 communes) - Canton de Carcassonne-2 (2 communes) - Canton de Limoux - Canton de Quillan

- Arrondissement de Narbonne (8 cantons dont 1 partiel - sous-préfecture : Narbonne) :
Canton de Coursan - Canton de Fabrezan (30 communes) - Canton de Lézignan-Corbières - Canton de Narbonne-1 - Canton de Narbonne-2 - Canton de Narbonne-3 - Canton de Sallèles-d'Aude - Canton de Sigean

En 2015, l'État est représenté dans le département par le préfet Jean-Marc Sabathé et les sous-préfètes Béatrice Obara (Narbonne) et Sylvie Siffermann (Limoux).

### Députés et circonscriptions législatives

Circonscriptions et affiliations à l'issue des élections de 2024.

Le département de l'Aude est représenté par trois députés :
| Circ. | Nom                |  | Parti | Groupe                 | Suppléant                 |
| ----- | ------------------ |  | ----- | ---------------------- | ------------------------- |
| 1re   | Christophe Barthès |  | RN    | Rassemblement national | Édouard Jordan            |
| 2e    | Frédéric Falcon    |  | RN    | Rassemblement national | Laure-Emmanuelle Philippe |
| 3e    | Julien Rancoule    |  | RN    | Rassemblement national | Maxime Bot                |

### Sénateurs
Le département de l'Aude est représenté par deux sénateurs :
| Identité | Identité        | Étiquette | Autres mandats                  |
| -------- | --------------- | --------- | ------------------------------- |
|          | Gisèle Jourda   | PS        | 1re adjointe au maire de Trèbes |
|          | Roland Courteau | PS        |                                 |

Pour les représentations précédentes, voir la liste des sénateurs de l'Aude.

### Conseillers régionaux
Avec la fusion des régions au 1er janvier 2016, le département de l'Aude se voit attribuer, à partir des élections régionales de 2015 dix conseillers régionaux. 
| Identité                            | Identité                  | Étiquette | Poste - Mandat |
| ----------------------------------- | ------------------------- | --------- | --- |
| Vice-président                      |                           |           | |
|                                     | Didier Codorniou          | PRG       | 4e vice-président chargé de l'économie maritime, du littoral et des aéroports 1er vice-président du Grand Narbonne Maire de Gruissan |
| Membres de la commission permanente |                           |           | |
|                                     | Hélène Giral              | PS        | Adjointe au maire de Castelnaudary Conseillère communautaire de la Communauté de communes Castelnaudary Lauragais Audois             |
|                                     | Michel Py                 | LR        | Conseiller communautaire du Grand Narbonne Maire de Leucate                                                                          |
| Conseillers régionaux               |                           |           | |
|                                     | Mylène Vesentini          | PCF       | - |
|                                     | Sébastien Pla             | PS        | Maire de Duilhac-sous-Peyrepertuse                                                                                                   |
|                                     | Christine Pujol           | PS        | - |
|                                     | Patric Roux               | POc       | - |
|                                     | Christophe Barthès        | FN        | Conseiller communautaire de Carcassonne Agglo Conseiller municipal de Trèbes                                                         |
|                                     | Laure-Emmanuelle Philippe | FN        | Conseillère municipale de Leucate |
|                                     | Robert Morio              | FN        | Conseiller communautaire de Carcassonne Agglo Conseiller municipal de Carcassonne                                                    |

### Conseillers généraux et cantons

Carte cantonale de l'Aude après les élections départementales de 2021

| Canton                          | Conseiller Sortant          | Parti | Parti | Conseiller Élu              | Parti | Parti |
| ------------------------------- | --------------------------- | ----- | ----- | --------------------------- | ----- | ----- |
| La Piège au Razès               | Marie-Christine Bourrel     |       | PS    | Marie-Christine Bourrel     |       | PS    |
| La Piège au Razès               | André Viola                 |       | PS    | André Viola                 |       | PS    |
| Carcassonne-1                   | Chloé Danillon-Banquet      |       | PS    | Magali Bardou               |       | DVD   |
| Carcassonne-1                   | Michel Molhérat             |       | PS    | François Mourad             |       | DVD   |
| Carcassonne-2                   | Philippe Cazanave           |       | PS    | Thierry Lecina              |       | PS    |
| Carcassonne-2                   | Tamara Rivel                |       | PS    | Tamara Rivel                |       | PS    |
| Carcassonne-3                   | Slone Gautier               |       | PS    | Maria Conquet               |       | PS    |
| Carcassonne-3                   | Jean-Noël Lloze             |       | PS    | Daniel Dediès               |       | EÉLV  |
| Le Bassin chaurien              | Éliane Brunel               |       | PS    | Éliane Brunel               |       | PS    |
| Le Bassin chaurien              | Patrick Maugard             |       | DVG   | Patrick Maugard             |       | DVG   |
| Les Basses Plaines de l'Aude    | Didier Aldebert             |       | DVG   | Didier Aldebert             |       | DVG   |
| Les Basses Plaines de l'Aude    | Séverine Mateille           |       | PRG   | Séverine Mateille           |       | PRG   |
| Les Corbières                   | Hervé Baro                  |       | PS    | Hervé Baro                  |       | PS    |
| Les Corbières                   | Isabelle Géa                |       | PS    | Kattalyn Fortuné            |       | EÉLV  |
| Le Lézignanais                  | Valérie Dumontet            |       | PS    | Valérie Dumontet            |       | PS    |
| Le Lézignanais                  | Jules Escaré                |       | PS    | Sébastien Gasparini         |       | PCF   |
| La Région-Limouxine             | Pierre Bardies              |       | PS    | Pierre Durand               |       | PS    |
| La Région-Limouxine             | Rose-Marie Jalabert-Tailhan |       | PS    | Marie-Ange Larruy           |       | PCF   |
| La Malepère à la Montagne Noire | Régis Banquet               |       | PS    | Paul Griffe                 |       | PS    |
| La Malepère à la Montagne Noire | Stéphanie Hortala           |       | PS    | Chloé Danillon              |       | PS    |
| Narbonne-1                      | Nicolas Sainte-Cluque       |       | PS    | Francis Morlon              |       | EÉLV  |
| Narbonne-1                      | Magali Vergnes              |       | PS    | Magali Vergnes              |       | PS    |
| Narbonne-2                      | Catherine Bossis            |       | PS    | Sandrine Sirvent            |       | EÉLV  |
| Narbonne-2                      | Jean-Luc Durand             |       | PRG   | Jean-Luc Durand             |       | PRG   |
| Narbonne-3                      | Patrick François            |       | PS    | Patrick François            |       | PS    |
| Narbonne-3                      | Hélène Sandragné            |       | PS    | Hélène Sandragné            |       | PS    |
| Haute-Vallée de l'Aude          | Anne-Marie Bohic-Cortes     |       | PS    | Joëlle Chalavoux            |       | EÉLV  |
| Haute-Vallée de l'Aude          | Francis Savy                |       | PS    | Anthony Chanaud             |       | DVG   |
| Haut-Minervois                  | Alain Ginies                |       | PS    | Alain Ginies                |       | PS    |
| Haut-Minervois                  | Françoise Navarro-Estalle   |       | PS    | Françoise Navarro-Estalle   |       | PS    |
| Sud-Minervois                   | Dominique Godefroid         |       | PS    | Danielle Dura               |       | DVG   |
| Sud-Minervois                   | Christian Lapalu            |       | DVG   | Christian Lapalu            |       | DVG   |
| Corbières Méditerranée          | Henri Martin                |       | DVD   | Henri Martin                |       | DVD   |
| Corbières Méditerranée          | Marie-Christine Théron-Chet |       | LR    | Marie-Christine Théron-Chet |       | LR    |
| La Montagne d'Alaric            | Robert Alric                |       | PS    | Philippe Rappeneau          |       | PS    |
| La Montagne d'Alaric            | Caroline Cathala            |       | PS    | Caroline Cathala            |       | PS    |
| La Vallée de l'Orbiel           | Muriel Cherrier             |       | PS    | Muriel Cherrier             |       | PS    |
| La Vallée de l'Orbiel           | Christian Raynaud           |       | PS    | Christian Raynaud           |       | PS    |

### Maires et communes
Le département de l'Aude compte 438 communes. La liste ci-dessous ne présente que les villes ayant plus de 1000 habitants.
| Alairac                         | 1 296  | Roger Adiveze          |  | PS  |
| Alzonne                         | 1 378  | Régis Banquet          |  | PS  |
| Argeliers                       | 1 934  | Bernard Naudy          |  | PS  |
| Armissan                        | 1 378  | Gérard Kerfyser        |  | DVD |
| Arzens                          | 1 156  | Jean-Claude Pistre     |  | DVG |
| Azille                          | 1 196  | Philippe Chevrier      |  | DVD |
| Belpech                         | 1 324  | Pierre Vidal           |  | LR  |
| Bizanet                         | 1 388  | Jacques Blaya          |  | PS  |
| Bize-Minervois                  | 1 086  | Alain Fabre            |  | PS  |
| Bram                            | 3 368  | Claudie Méjean         |  | PS  |
| Canet                           | 1 461  | André Hernandez        |  | PS  |
| Capendu                         | 1 586  | Jean-Jacques Camel     |  | PS  |
| Carcassonne                     | 47 268 | Gérard Larrat          |  | DVD |
| Castelnaudary                   | 11 876 | Patrick Maugard        |  | DVG |
| Caunes-Minervois                | 1 660  | Denis Adivèze          |  | PS  |
| Cazilhac                        | 1 660  | Jean-Luc Sarrail       |  | DVD |
| Chalabre                        | 1 123  | Jean-Jacques Aulombard |  | DVD |
| Conques-sur-Orbiel              | 2 384  | Jean-François Juste    |  | PCF |
| Couiza                          | 1 156  | Jacques Hortala        |  | PS  |
| Coursan                         | 6 050  | Edouard Rocher         |  | PRG |
| Cuxac-d'Aude                    | 4 122  | Jacques Pociello       |  | DVD |
| Espéraza                        | 2 088  | Georges Reverte        |  | DVD |
| Fabrezan                        | 1 261  | Fabrice Vareilles      |  | PS  |
| Ferrals-les-Corbières           | 1 155  | Gérard Barthez         |  | PS  |
| Fitou                           | 1 012  | Alexis Armangeau       |  | PS  |
| Fleury                          | 3 608  | Guy Sié                |  | LR  |
| Ginestas                        | 1 362  | Georges Combes         |  | PCF |
| Gruissan                        | 4 644  | Didier Codorniou       |  | PRG |
| La Palme                        | 1 552  | Jean Paul Fauran       |  | DVD |
| La Redorte                      | 1 119  | Pierre-Henri Ilhes     |  | PS  |
| Labastide-d'Anjou               | 1 019  | Nathalie Naccache      |  | DVG |
| Laure-Minervois                 | 1 061  | Jean Loubat            |  | PS  |
| Lavalette                       | 1 344  | René Milhau            |  | PS  |
| Leucate                         | 4 030  | Michel Py              |  | LR  |
| Lézignan-Corbières              | 10 920 | Michel Maïque          |  | PS  |
| Limoux                          | 10 155 | Jean-Paul Dupré        |  | PS  |
| Luc-sur-Orbieu                  | 1 065  | Gilles Messeguer       |  | DVD |
| Marcorignan                     | 1 180  | Aimé Laffon            |  | PS  |
| Montréal                        | 1 912  | Christian Rebelle      |  | PRG |
| Montredon-des-Corbières         | 1 377  | Éric Mellet            |  | PS  |
| Moussan                         | 1 813  | Claude Codorniou       |  | PS  |
| Narbonne                        | 51 546 | Didier Mouly           |  | DVD |
| Névian                          | 1 301  | Magali Vergnes         |  | PS  |
| Ornaisons                       | 1 243  | Gilles Casty           |  | PS  |
| Ouveillan                       | 2 323  | Gérard Cribaillet      |  | DVG |
| Palaja                          | 2 127  | Paul Ramoneda          |  | PS  |
| Pennautier                      | 2 442  | Jacques Dimon          |  | DVD |
| Pépieux                         | 1 004  | Pascal Vallière        |  | PS  |
| Pexiora                         | 1 254  | Serge Cazenave         |  | DVG |
| Peyriac-de-Mer                  | 1 049  | Catherine Gouiry       |  | DVG |
| Peyriac-Minervois               | 1 100  | Denise Gils            |  | PS  |
| Pezens                          | 1 344  | Philippe Fau           |  | SE  |
| Portel-des-Corbières            | 1 229  | Roger Brunel           |  | PS  |
| Port-la-Nouvelle                | 5 682  | Henri Martin           |  | LR  |
| Puichéric                       | 1 091  | Marc Dormières         |  | SE  |
| Quillan                         | 3 249  | Pierre Castel          |  | LR  |
| Rieux-Minervois                 | 2 016  | Pierre Destrem         |  | LR  |
| Saint-André-de-Roquelongue      | 1 183  | Jean-Michel Folch      |  | PS  |
| Saint-Marcel-sur-Aude           | 1 668  | Guillaume Héras        |  | DVG |
| Saint-Martin-Lalande            | 1 092  | Guy Bondouy            |  | DVG |
| Saint-Nazaire-d'Aude            | 1 842  | Yves Hélaine           |  | DVD |
| Sallèles-d'Aude                 | 2 722  | Yves Bastié            |  | PS  |
| Salles-d'Aude                   | 2 983  | Jean-Luc Rivel         |  | PS  |
| Sigean                          | 5 426  | Michel Jammes          |  | DVD |
| Trèbes                          | 5 305  | Eric Ménassi           |  | PS  |
| Villasavary                     | 1 221  | Jacques Danjou         |  | PS  |
| Villegailhenc                   | 1 649  | Michel Proust          |  | PS  |
| Villegly                        | 1 062  | Alain Marty            |  | PS  |
| Villemoustaussou                | 3 710  | Christian Raynaud      |  | PS  |
| Villeneuve-la-Comptal           | 1 231  | Bernadette Struder     |  | DVD |
| Villeneuve-Minervois            | 1 053  | Alain Ginies           |  | PS  |
| Villepinte                      | 1 232  | Alain Rouquet          |  | PS  |
| Vinassan                        | 2 522  | Didier Aldebert        |  | DVG |
| * Maires ne se représentant pas |        |                        |  |     |

| Partis       | Partis                    | Maires élus |    |
| ------------ | ------------------------- | ----------- | -- |
|              | Parti communiste français | 2           |    |
|              | Parti socialiste          | 36          |    |
|              | Parti radical de gauche   | 3           |    |
|              | Divers gauche             | 10          |    |
| Total Gauche | Total Gauche              | 51          |    |
|              | Les Républicains          | 6           |    |
|              | Divers droite             | 14          |    |
| Total Droite | Total Droite              | 20          |    |
|              | Sans étiquette            | 2           |    |
| Total        | Total                     | 73          | 73 |

## Historique

### Conseillers régionaux

#### 2016
| Identité              | Identité       | Étiquette | Poste - Mandat |
| --------------------- | -------------- | --------- | -------------- |
| Conseillère régionale |                |           |                |
|                       | Thérèse Ferrer | FN        | -              |

Élue en deuxième place sur la liste du Front national dans l'Aude, Thérèse Ferrer a démissionné avant la première séance du Conseil régional. Elle est remplacée par Laure-Emmanuelle Philippe, quatrième sur la liste.

#### 2010-2015
Le département de l'Aude comptait à partir des élections régionales de 2010 neuf conseillers régionaux. Parmi les conseillers régionaux du département de l'Aude, quatre étaient vice-présidents au Conseil régional du Languedoc-Roussillon:
| Identité              | Identité               | Étiquette | Poste - Mandat |
| --------------------- | ---------------------- | --------- | --- |
| Vice-présidents       |                        |           | |
|                       | Éric Andrieu           | PS        | 1er vice-président Député européen |
|                       | Didier Codorniou       | PRG       | 3e vice-président 1er vice-président du Grand Narbonne Maire de Gruissan                                                                    |
|                       | Hélène Giral           | PS        | 4e vice-présidente Adjointe au maire de Castelnaudary Conseillère communautaire de la Communauté de communes Castelnaudary Lauragais Audois |
|                       | Henry Garino           | PCF       | 7e vice-président |
| Conseillers régionaux |                        |           | |
|                       | Géraldine Gay          | PS        | - |
|                       | Jean-Baptiste Giordano | EÉLV      | - |
|                       | Maryline Martinez      | PS        | - |
|                       | Michel Py              | LR        | Conseiller communautaire du Grand Narbonne Maire de Leucate                                                                                 |
|                       | Robert Morio           | FN        | Conseiller communautaire de Carcassonne Agglo Conseiller municipal de Carcassonne                                                           |